# گلک ورازبد
گُلَک (پارسی میانه: Gulag) یا وَردَک (پارتی: Wardag) یکی از نجیب‌زادگان ساسانی در سده سوم میلادی در زمان حکومت شاپور یکم بود.

## زندگی

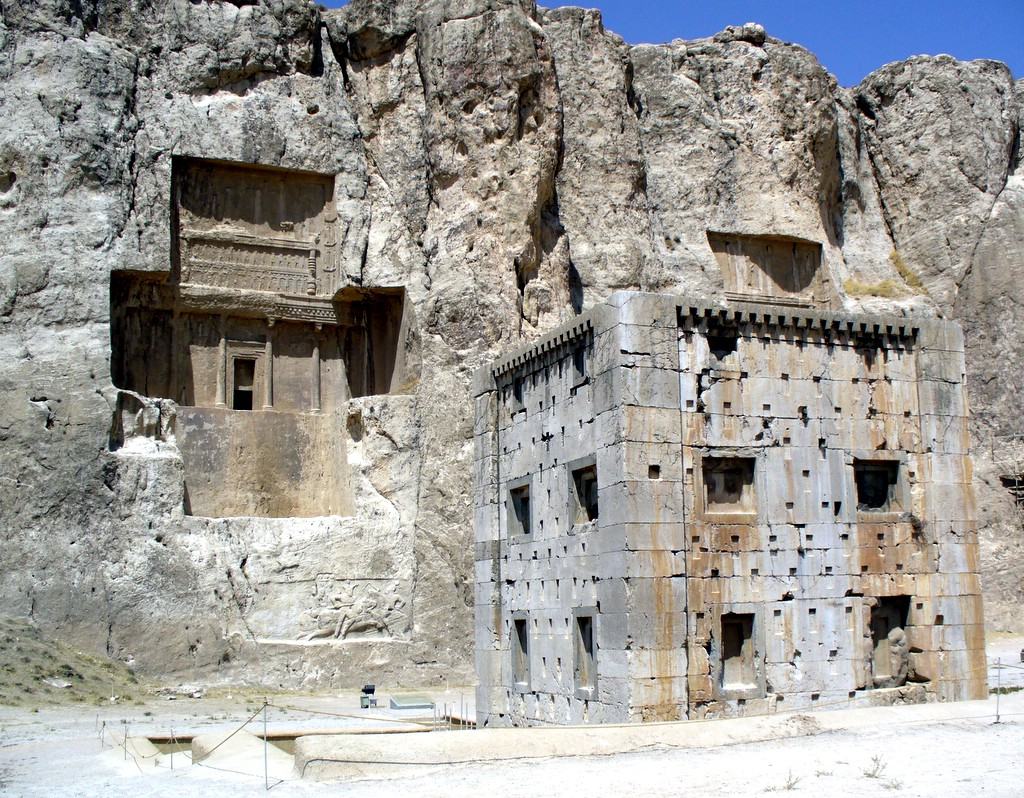
کعبه زرتشت، جایی که سنگ‌نوشته شاپور یکم حک شده‌است

از او در سنگ‌نوشته شاپور یکم بر کعبه زرتشت به عنوان ورازبد (پارسی میانه: wārāzbed؛ «گرازبد، مسئول گرازها») یاد شده‌است که نشان می‌دهد وی به عنوان نگهبان گرازهای وحشی که توسط شاه شکار شده بود، عمل می‌کرد. او در این سنگ‌نوشته در میان ۶۷ نجیب‌زاده در رتبهٔ آخر قرار دارد. اطلاعات دیگری از زندگی او در دست نیست.